# Donald Campbell (voyageur)
Pour les articles homonymes, voir Donald Campbell et Campbell.
Donald Campbell, né en 1751 et mort le 5 juin 1804, est un voyageur écossais en Inde et au Moyen-Orient.

## Biographie
Donald Campbell naît en 1751,. Il commande un régiment de cavalerie au service d'un nabab de l'Inde : à l'âge de 30 ans, il fait un voyage en Inde et en publie le récit en 1795 à Londres sous le titre A journey over land to India ... by Donald Campbell of Barbreck, who formerly commanded a regiment of cavalry in the service of the Nabob of the Carnatic : in a series of letters to his son. Le voyage a été effectué en passant par la Belgique, le Tyrol, Venise, Alexandrie, Alep, Diyarbakır, Mossoul, Bagdad, Bouchehr, Bombay, et Goa, autant d'endroits sur lesquels le voyageur a quelque chose à dire. Il a fait naufrage dans l'océan Indien et a été fait prisonnier par Haidar Alî et emprisonné à Hydernagar, en compagnie d'un certain Hall, auquel il était enchaîné. Hall mourut en prison, et son geôlier refusa de retirer le corps pendant plusieurs jours : finalement, à l'approche du général Matthew, il fut libéré afin de négocier avec lui au nom de Hyat Singh, le général de Hyder : avec des dépêches pour les gouvernements de Bombay et de Madras, il se rendit par mer à Anjengo, traversa par terre Travancore, Tinnevelly, Madura, Trichinopoly, Tanjore à Negapatam, et Madras : avec la permission de Lord Macartney, il se rendit à Calcutta et, au nom de Hyat Singh, négocia avec Warren Hastings : il retourna par voie terrestre à Madras et à Anjengo, puis par mer à Bombay : il visita de nouveau Madras et la Chine, et revint en Angleterre en 1785, après quatre ans d'absence.
Le livre jouit d'une grande popularité. Une nouvelle édition parut en 1796, in 4to, comme la première, et la même année une version abrégée fut publiée, in 8vo, avec le titre Narrative of Adventures, &c. (Londres, 1796), et une préface signée ' S. J.', dont une nouvelle édition, in 8vo, parut en 1797, une troisième, in 12mo, en 1798, et une sixième fut atteinte en 1808. La troisième partie des voyages, relative au naufrage et à l'emprisonnement de l'écrivain, a été publiée sous forme de livre de poche, Shipwreck and Captivity of D. C., Londres, 1800 ( ?), 8vo. Il a également publié une Letter to the Marquis of Lorn on the Present Times, Londres, 1798, 8vo, qui est une protestation sensible contre les factions de parti en rapport avec la guerre avec la France.
Donald Campbell meurt le 5 juin 1804 à Hutton dans l'Essex. Il laisse un fils, Frederick William Campbell.